# Littfest
Littfest – Umeå internationella litteraturfestival är en sedan 2007 årligt återkommande festival i Umeå som fokuserar på litteratur. 
Sedan 2010 arrangeras festivalen av den ideella kulturföreningen Föreningen Littfest.
Festivalen, som brukar sträcka sig över tre dagar, blandar traditionella föredrag, seminarier och paneldiskussioner med workshops och poesiuppläsningar. Sedan 2010 direktsänds en stor del av programpunkterna på webben. 
En stående programpunkt var, mellan 2010 och 2015, utdelningen av Umeå novellpris. På festivalen har även science fiction-utmärkelsen ”Spektakulärt pris” delats ut. Vid festivalen utdelas sedan 2013 även priset Snöbollen, för årets bästa bilderbok, som också visas upp vid en utställning på Bildmuseet. Och sedan 2011 utdelas Elsa Swensons stipendium till en person som tillhandahållit god utländsk skönlitteratur eller svarat för god, i första hand östeuropeisk, skönlitterär forskning.

## Medverkande genom åren
Några författare som medverkat över åren är Lena Andersson, Simon Armitage, Majgull Axelsson, Nina Björk, Gerd Brantenberg, Suzanne Brøgger, Andrei Codrescu, Sara Danius, Carl Johan De Geer, Jörn Donner, Kajsa Ekis Ekman, Kerstin Ekman, Horace Engdahl, Per Olov Enquist, Monika Fagerholm, Kjartan Fløgstad, Beate Grimsrud, Martin Kellerman, Jonas Hassen Khemiri, Stig Larsson, Torgny Lindgren, Erlend Loe, Kristina Lugn, Bodil Malmsten, Mikael Niemi, Erik Niva, Annika Norlin, M. A. Numminen, Sofi Oksanen, Nawal El Saadawi, Kristina Sandberg, Jocelyne Saucier, Vladimir Sorokin, Sara Stridsberg, Liv Strömquist, Torbjörn Säfve, Märta Tikkanen, Jeanette Winterson, och Klas Östergren. 

## Besökssiffror
År 2013 satte Littfest nytt publikrekord, då ungefär 7 500 åhörare besökte festivalens dryga 50 seminarier. Ytterligare 5 000 följde festivalens webbsändningar. Nästa rekord sattes 2014, då 10 500 åhörare besökte festivalens 72 programpunkter , och ökningen fortsatte 2015 till 14 250 personer och 2016, då 17 516 personer bevistade de 79 programpunkterna. 2017, 2018 och 2019 var festivalen utsåld, vilket innebär mellan 20 000 och 25 000 besök på de mellan 70 och 100 programpunkterna.
År 2018 konstaterade arrangörerna att Littfest är "Sveriges största litteraturfestival".
År 2023 hade Littfest  18 567 fysiska (men ej unika) besök och 9 500 digitala visningar av festivalens 112  programpunkter. Sammantaget hade festivalen 26 610 besök, varav en tredjedel var digitala visningar.

## Föreningen Littfest
Föreningen Littfest grundades efter 2010 års festival, för att »få en tydligare organisation kring festivalen, och en huvudman som har ansvar för att se till att Umeås litteraturfestival får en långsiktig lösning« . I den första interimsstyrelsen ingick Daniel Kallós, Patrik Tornéus, Jenny Eklund, Johan Hammarström och Katharina Eriksson.